# Тордибето (Перуђа)
Тордибето је насеље у Италији у округу Перуђа, региону Умбрија.
Према процени из 2011. у насељу је живело 293 становника. Насеље се налази на надморској висини од 216 м.